# Колючий аротрон
Колючий аротрон (лат. Arothron hispidus) — вид лучепёрых рыб  семейства иглобрюхих, обитающая в Красном море, Индийском и Тихом океане, прежде всего у берегов Нижней Калифорнии и Панамы, к северу от Японии и Гавайских островов, а также у Капской провинции, у островов Рапа-Ити и Лорд-Хау. Предпочитает песчаный морской грунт в лагунах и на внешних рифах на глубине от одного до 50 м. Молодые особи часто встречаются в богатых подводной растительностью устьях рек.
Колючие аротроны окрашены в серый либо зелёно-коричневый цвет, бока и хвостовой плавник усеяны белыми пятнами и покрыты небольшими шипами. У красноморской популяции пятна мельче, но многочисленнее. Величина колючих аротронов может достигать 50 см.
Эти рыбы живут у дна и ведут одиночный образ жизни, основанный на охране собственных ареалов. Они питаются гаптофитовыми водорослями, детритом, моллюсками, оболочниками, губками, кораллами, зоантариями, сабеллидами, иглокожими, в том числе терновыми венцами.

## Путаница
Из-за того, что колючего аротрона по-английски называют white-spotted puffer (бело-пятнистый иглобрюх), его путают с недавно открытым и описанным видом иглобрюхов, рыбой-архитектором, Torquigener albomaculosus, известным уникальным брачным ритуалом. По-английски Torquigener albomaculosus назвали white-spotted pufferfish (бело-пятнистая рыба фугу), что и приводит иногда к путанице.

## Галерея

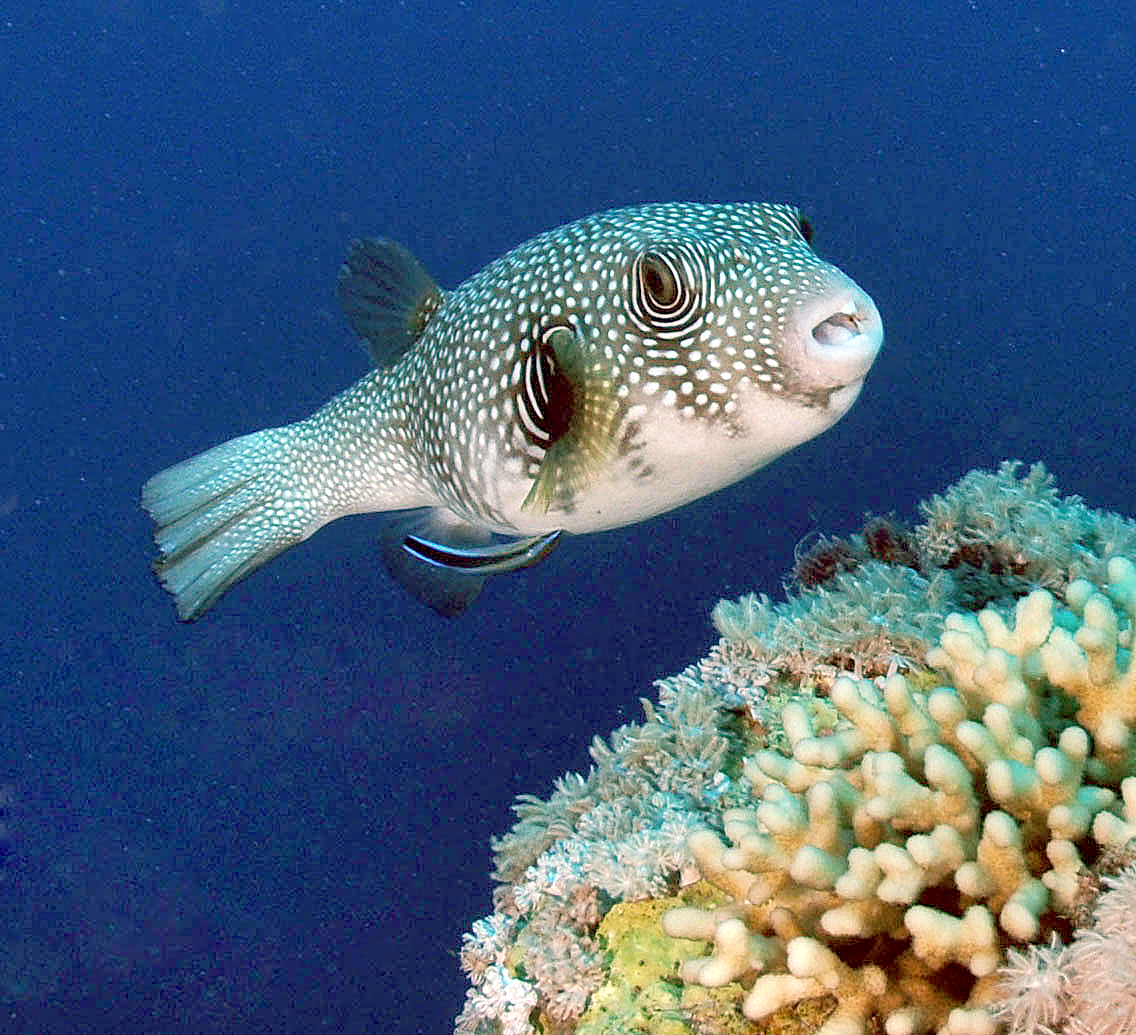
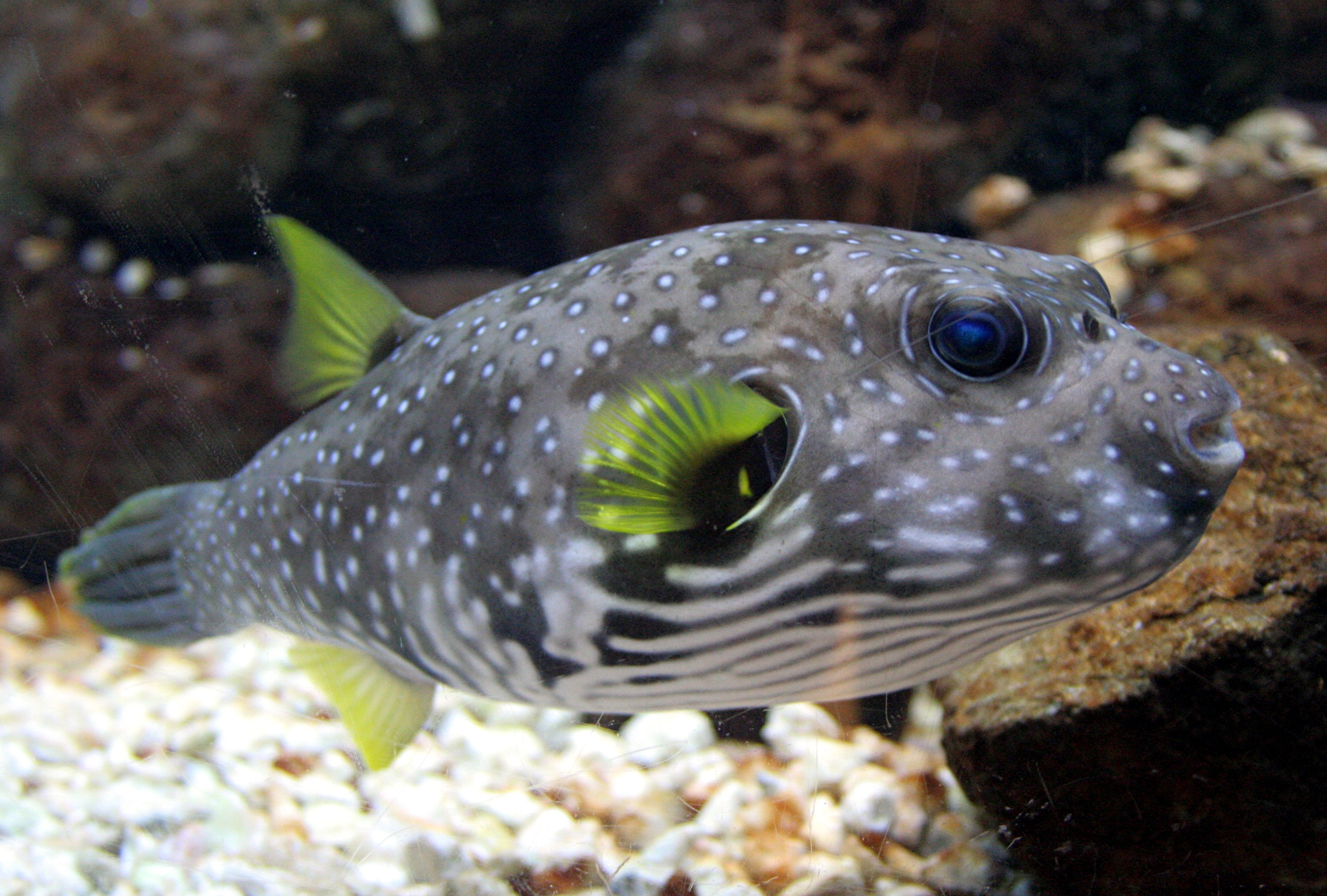
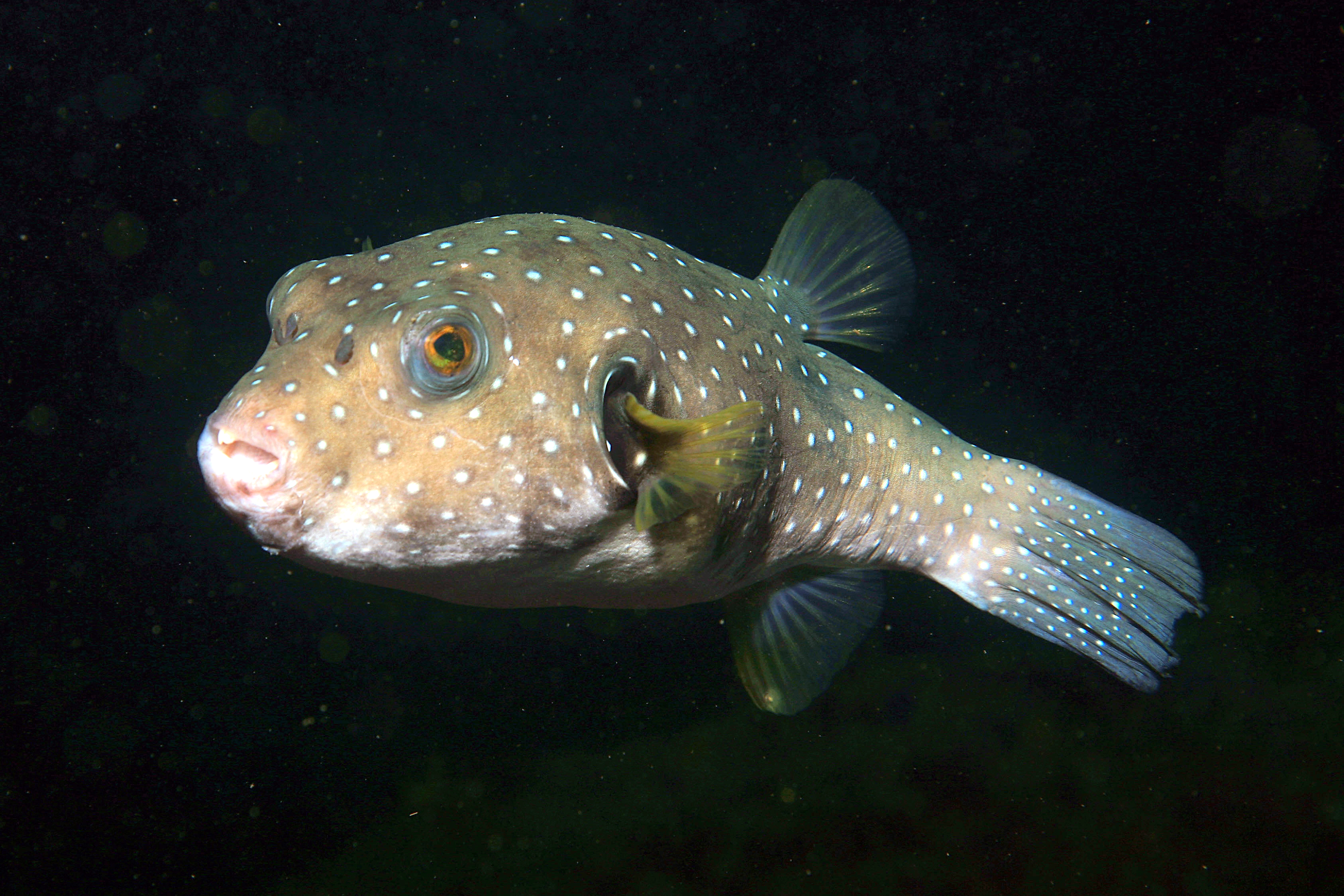
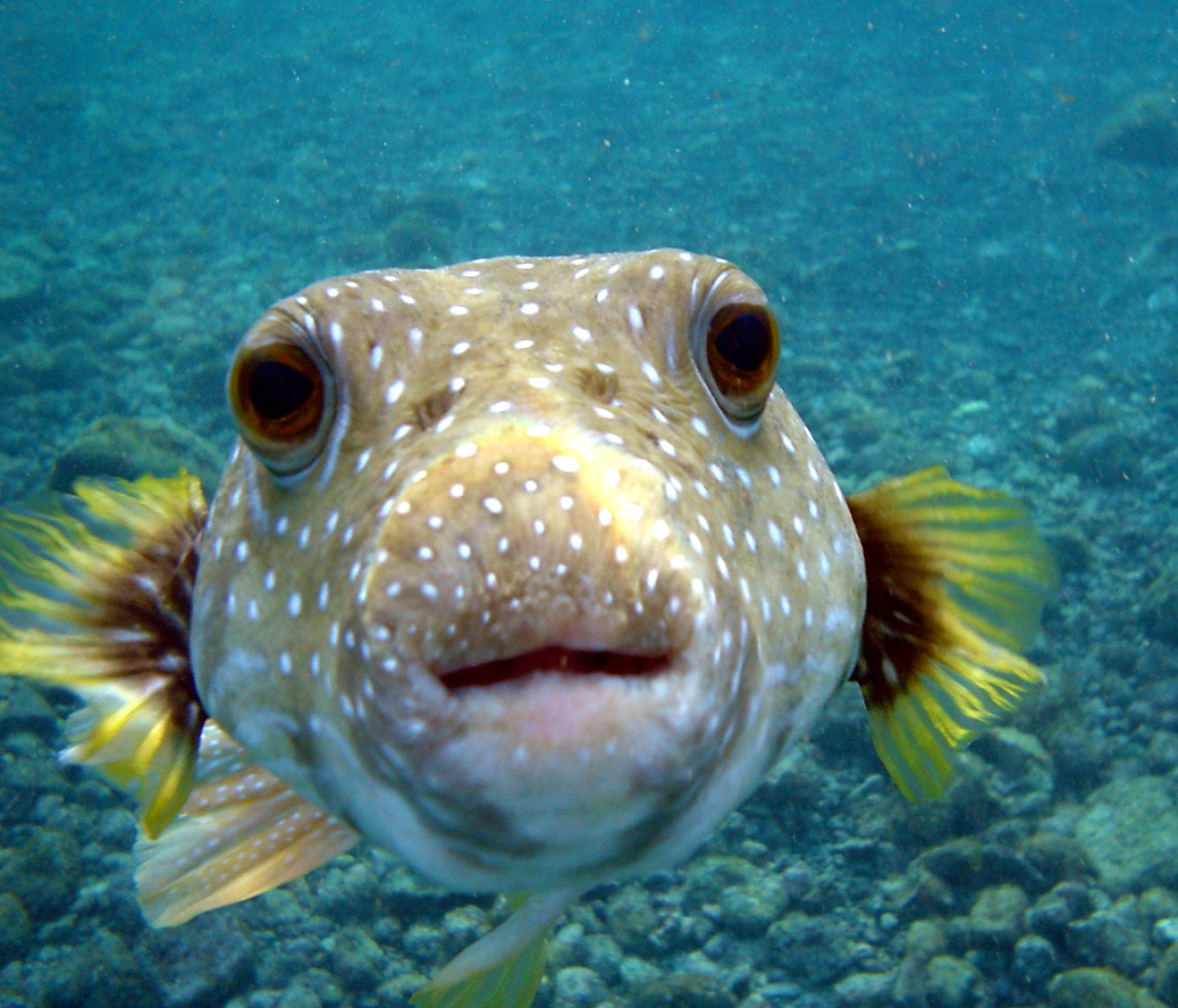
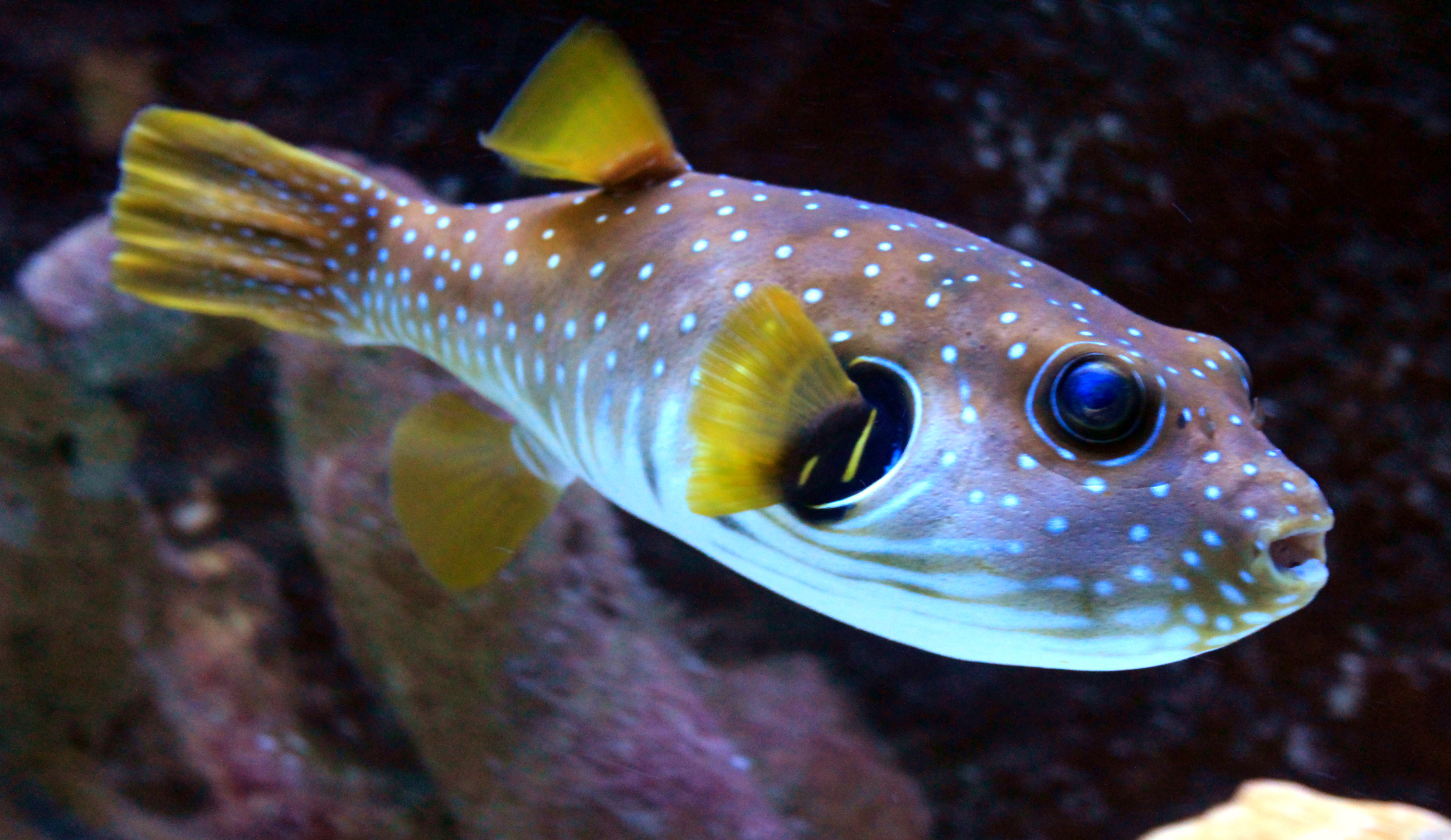
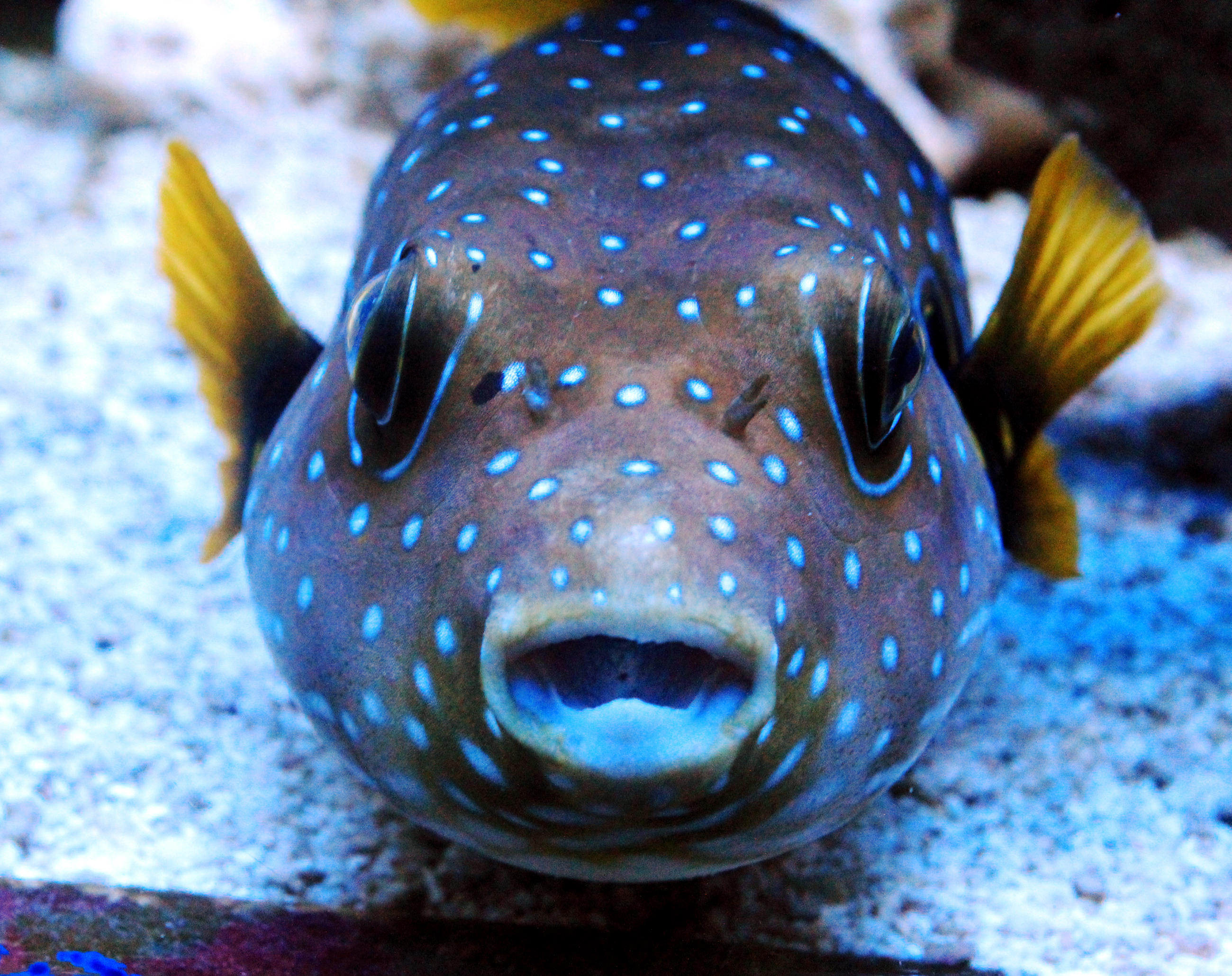